# Alejandro Burzaco
Alejandro Burzaco (Buenos Aires, 30 de junio de 1964) es un empresario argentino, ex-CEO, expresidente y ex director ejecutivo de la empresa Torneos (antes llamada TyC Torneos y Competencias), productora de contenido de los canales deportivos más importantes de Argentina y otros países de América Latina.
Es hermano de Eugenio Burzaco (n. 1971), exdiputado nacional por el partido PRO, que fue desde diciembre de 2015 a diciembre de 2019, secretario de Seguridad del Ministerio de Seguridad de la Nación del Gobierno de Mauricio Macri.

## Caso de corrupción de la FIFA
En mayo de 2015, Interpol emitió una orden de captura contra Alejandro Burzaco en el marco del caso de corrupción de la FIFA, acusado por la fiscal general de los Estados Unidos sobre la base de una investigación del FBI, de haber pagado 110 millones de dólares estadounidenses en sobornos para asegurar a su empresa TyC los derechos de televisación de la Copa América.
El 27 de mayo de 2015, un grupo especial del FBI realizó un operativo sorpresa en el hotel Baur au Lac, en la ciudad de Zúrich (Suiza), donde estaba previsto realizar la elección de autoridades de FIFA, deteniendo a 7 de los 14 imputados.
Burzaco se encontraba presente en ese evento pero logró burlar su captura disimulando «como un turista más en el amplio salón de desayuno (...) amparado en el bajo perfil que supo cultivar».
Luego de fugarse a Italia y estar prófugo durante 13 días, por consejo de su abogado, Mariano Mendilaharzu, se entregó a la policía en la ciudad de Bolzano (norte de Italia), donde recibió arresto domiciliario.
Luego de ser extraditado a los Estados Unidos, reconoció su culpabilidad ante la Corte Federal de Nueva York y aceptó pagar una multa de 21,6 millones de dólares estadounidenses en concepto de fianza. Permaneció en prisión domiciliaria en Nueva York, hasta febrero de 2017, cuando luego de pagar otra fianza millonaria, fue liberado aunque con ciertas restricciones respecto a sus posibilidades de traslados.
A raíz de este caso se iniciaron dos causas judiciales en Argentina contra Burzaco y otros dos imputados, Hugo Jinkins y Mariano Jinkins. Una de ellas a partir de la denuncia de la PROCELAC (Procuraduría de Criminalidad Económica y Lavado de Activos) por «defraudación pública y lavado de activos de origen delictivo» que quedó a cargo del juez Daniel Rafecas, y la otra a partir de una denuncia de la AFIP por «evasión tributaria, asociación ilícita fiscal y lavado de dinero», que quedó a cargo del juez Diego García Berro.
El 4 de junio de 2015, la empresa Torneos anunció el despido de su entonces presidente y CEO, declarando a través de un comunicado la voluntad de «adoptar todas las medidas legales necesarias para remover a Alejandro Burzaco de sus cargos de gerente general y presidente de la compañía».
En abril de 2016, la investigación periodística sobre guaridas fiscales denominada "Panama Papers", aportó documentación que demuestra que Burzaco tuvo una red de sociedades offshore inscriptas a través del bufete panameño Mossack Fonseca, desde las que realizó operaciones por más de 370 millones de dólares «para obtener los derechos de TV de la Copa Libertadores durante 14 años».